# Ivesdale
Ivesdale – wieś w Stanach Zjednoczonych, w stanie Illinois, w hrabstwie Champaign.